# Parvelsorgstövslända
Parvelsorgstövslända (Peripsocus parvulus) är en insektsart som beskrevs av Hermann Julius Kolbe 1880. Parvelsorgstövslända ingår i släktet Peripsocus, och familjen sorgstövsländor. Arten är reproducerande i Sverige.